# Nechtan nepos Uerb
Nechtan neto de Uerb, foi rei dos pictos de 597 até aproximadamente 620. Tem sido sugerido que este Nechtan é a mesma pessoa de Neithon, que governou o reino de Alt Clut.
De acordo com a Crônica dos Pictos, Nechtan reinou por 20 ou 21 anos. Uma vez que a morte de seu predecessor, Gartnait é dada em 597 pelos Anais de Tigernach, a morte de Nechtan não está certamente registrada. Ele pode ser o Nechtan, filho de Canu, cuja morte aparece nos Anais de Ulster em 621, embora isto fosse difícil de conciliar com a ideia de que ele fosse Neithon, filho de Guipno, filho de Dumnagual I de Alt ClutDumnagual Hen de Alt Clut.
Foi sugerido que o Canu, ou Cano referido nos Anais de Ulster é o Canu Garb nomeado por Senchus fer n-Alban, tornando este Nechtan o neto de Gartnait II, que foi sugerido como filho de Áedán mac Gabráin de Dál Riata.

É incerto se é este Nechtan ou Nechtan I, que deve estar ligado com a fundação do mosteiro de Abernethy, Perth and Kinross, mas uma vez que este Nechtan reinou após a fundação de Iona por Columba, os laços com as casas monásticas irlandesas são mais plausíveis em seu reinado. O registro da fundação de Abernethy na Crônica dos Pictos, em uma versão provavelmente compilada pelos monges de Abernethy, é a seguinte, com Nechtan I como tema:
 "Então Nectonius, o Grande, filho de Uuirp, o rei de todas as províncias dos pictos, ofereceu para Santa Brígida, para o dia do juízo, Abernethy, com seus territórios ... Agora a causa da oferta foi esta. Nectonius, vivendo em uma vida de exílio, quando seu irmão Drest o expulsou para a Irlanda, pediu a Santa Brígida para suplicar a Deus por ele. E ela orou por ele, e disse: "Se tu chegar a tua terra, o Senhor terá compaixão de ti. Tu terás a paz no reino dos pictos."
O Orygynale Cronykil of Scotland de Andrew de Wyntoun, embora confundindo este Nechtan com Nechtan mac Der-Ilei, que reinou um século mais tarde e também foi famoso como construtor de igrejas, afirma que ele fundou "uma catedral" dedicada a São Bonifácio em Rosemarkie na Black Isle. Um mosteiro na vizinha Portmahomack, datado do final do século VI, poderia ter sido fundado no final do reinado de Nechtan, embora tenha sido provavelmente mais cedo.